# 东南大学交通学院
东南大学交通学院隶属于2009年设立的东南大学土建交通学部。

## 历史
2000年4月，原东南大学、南京铁道医学院、南京交通高等专科学校合并，南京地质学校并入，组建了新的东南大学。相关院系组建了东南大学交通学院。

## 专业设置
交通学院目前设置了交通工程、道路桥梁与渡河工程、交通运输、测绘工程、港口航道与海岸工程、地理信息系统、城市地下空间工程七个本科专业。